# فتاة لطيفة (فلم)
فتاة لطيفة (بالإنجليزية: Sweet Girl)هو فيلم أكشن إثارة أمريكي صدر عام 2021 من بطولة جايسون موموا،إيزابيلا مونير،مايكل ريموند جيمس وإيمي برينمان.

## روابط خارجية
- الموقع الرسمي
- مقالات تستعمل روابط فنية بلا صلة مع ويكي بيانات

لا توجد روابط لمواقع التواصل الاجتماعي.